# Anthene aethiopica
Anthene aethiopica är en fjärilsart som beskrevs av Bethune-Baker. Anthene aethiopica ingår i släktet Anthene och familjen juvelvingar. Inga underarter finns listade i Catalogue of Life.